# DeGalan Peak
Der DeGalan Peak ist ein 2470 m hoher Berg in der Britannia Range des Transantarktischen Gebirges.  Er ragt am Kopfende des Magnis Valley auf.
Das Advisory Committee on Antarctic Names benannte ihn im Jahr 2001 nach Lee DeGalan, Auftragsangestellter im United States Antarctic Program und in dieser Funktion über 20 Jahre Verantwortlicher für den Versand von Transportgütern vom kalifornischen Port Hueneme.